# Seilbahn Rigiblick
| Streckennummer: | ZVV Linie 23        |                                         |             |
| Fahrplanfeld: | 2701 (früher 1701)  |                                         |             |
| Spurweite: | 1000 mm (Meterspur) |                                         |             |
| Maximale Neigung: | 360 ‰               |                                         |             |
| |                     |                                         |             |
| \| \| \| Zürich, Seilbahn Rigiblick \| 493 m ü. M. \| \| \| \| Zürich, Goldauerstrasse \| 517 m ü. M. \| \| \| \| Zürich, Hadlaubstrasse (Ausweichstelle) \| 540 m ü. M. \| \| \| \| Zürich, Germaniastrasse \| 565 m ü. M. \| \| \| \| Zürich, Rigiblick \| 580 m ü. M. \| |                     |                                         |             |
| Kopfbahnhof Streckenanfang |                     | Zürich, Seilbahn Rigiblick              | 493 m ü. M. |
| Haltepunkt / Haltestelle |                     | Zürich, Goldauerstrasse                 | 517 m ü. M. |
| Haltepunkt / Haltestelle |                     | Zürich, Hadlaubstrasse (Ausweichstelle) | 540 m ü. M. |
| Haltepunkt / Haltestelle |                     | Zürich, Germaniastrasse                 | 565 m ü. M. |
| Kopfbahnhof Streckenende |                     | Zürich, Rigiblick                       | 580 m ü. M. |

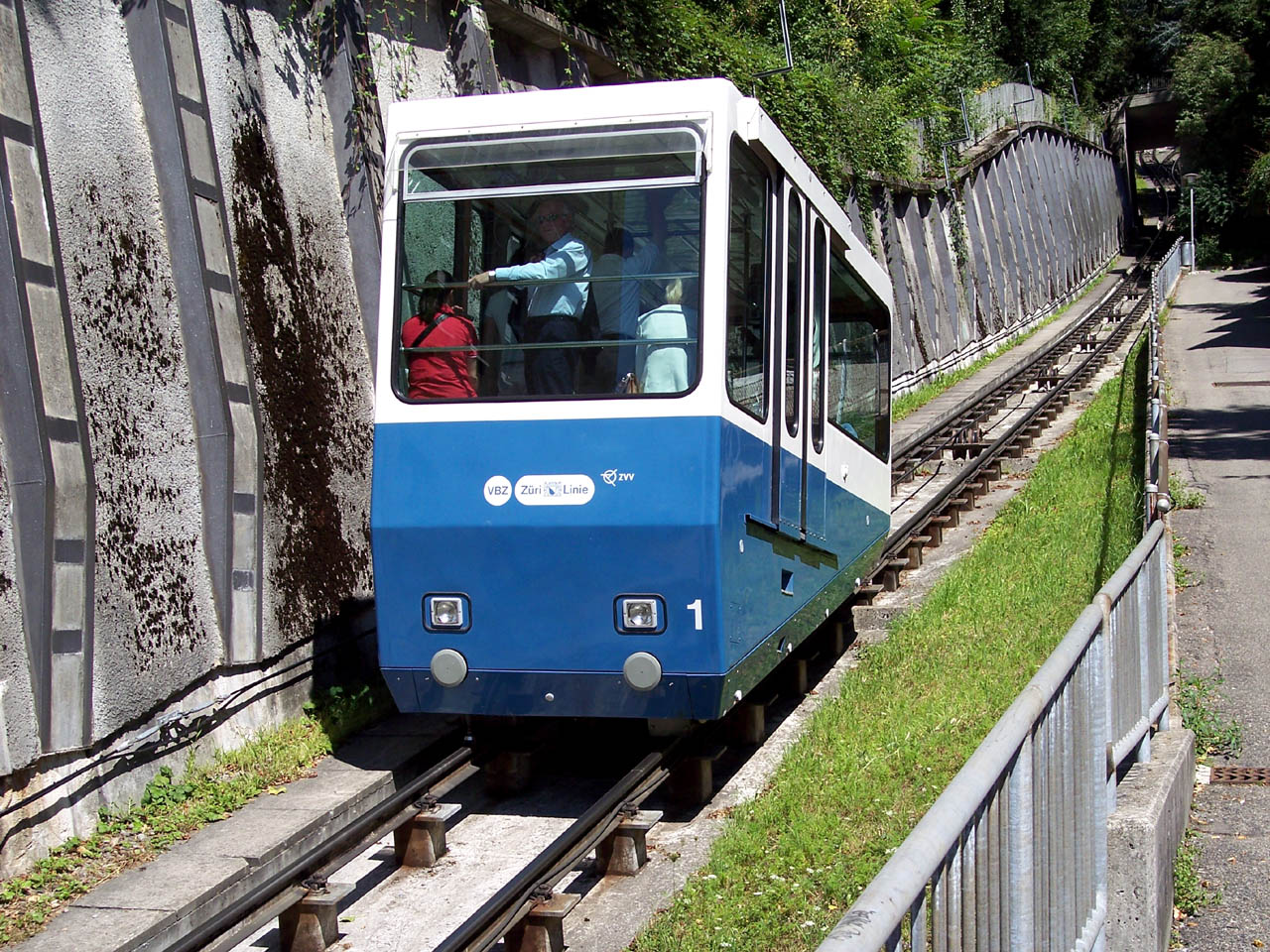
Seilbahn Rigiblick

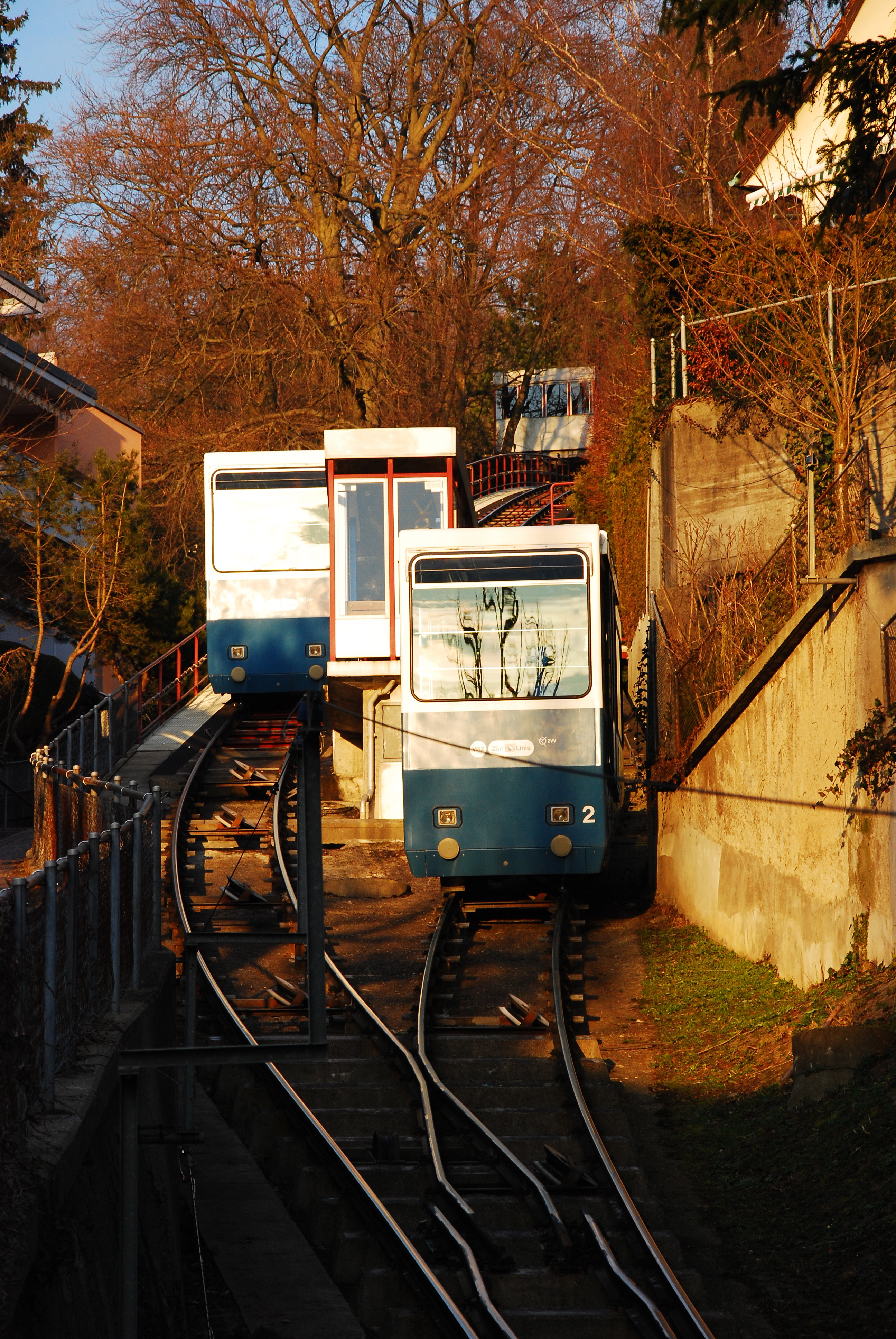
Beide Wagen an der Kreuzungsstation Hadlaubstrasse

Die Seilbahn Rigiblick fährt im Quartier Oberstrass der Stadt Zürich (Schweiz) und verbindet die Talstation an der Universitätstrasse mit der Bergstation Rigiblick auf dem Zürichberg. Die schmalspurige Standseilbahn  wird von den Verkehrsbetrieben Zürich (VBZ) betrieben und jährlich von rund 600'000 Fahrgästen benutzt.

## Geschichte
Ursprünglich war vorgesehen, ein Tram von der Bergstation des Polybähnlis hinauf auf den Germaniahügel zu bauen. Stattdessen baute man eine kleine Standseilbahn von der Universitätstrasse hinauf zur Germaniastrasse. Mit dem Bau des Viadukts über die Hadlaubstrasse wurde in der Schweiz zum ersten Mal eine Stahlbrücke aus armiertem Eisenbeton errichtet. Am 4. April 1901 nahm die Seilbahn Rigiviertel (SR), Rigiquartierseilbahn oder Geissberg-Bahn ihren Betrieb auf.
Im Jahr 1951 ersetzte man die beiden alten Holzwagen durch moderne Metallwagenkasten. Zwischen 1978 und 1979 wurde die Seilbahn grundlegend erneuert. 1978 wurde die alte Bergstation Germaniastrasse abgebrochen und die Linie um 80 Meter bergwärts verlängert. Auch bekam die Bahn zwei neue Wagen. Am 29. Mai 1979 wurde die erneuerte Seilbahn unter dem Namen «Seilbahn Rigiblick» als erste vollautomatische konzessionierte Seilbahn in der Schweiz eröffnet, mit den Zwischenstationen Goldauerstrasse, Hadlaubstrasse (Kreuzungsstation) und Germaniastrasse.
Bis im Sommer 2025 werden die Bahn sowie die Haltestellen im Auftrag des ZVV modernisiert. Der Bahnhersteller Garaventa wird dazu zwei neue Bahnwagen liefern.

## Technische Daten
| Steuerungsart:       | automatisch                   |
| Streckenlänge:       | 385 m                         |
| Höhendifferenz:      | 94 m                          |
| Steigung (Mittel):   | 25,3 %                        |
| Steigung (Max.):     | ca. 36 %                      |
| Spurweite:           | 1000 mm                       |
| Fahrgeschwindigkeit: | 5,0 m/s                       |
| Fahrzeit:            | 2 Minuten (ohne Zwischenhalt) |
| Förderleistung:      | max. 630 Personen pro Stunde  |
| Fahrten pro Tag:     | 160                           |